# Georgier im Vereinigten Königreich
Insgesamt leben ca. 15.000 Georgier im Vereinigten Königreich. Zu den bekanntesten britischen Einwohnern georgischer Herkunft zählt die Singer-Songwriterin Katie Melua.
Im Vereinigten Königreich gibt es eine georgisch-orthodoxe Kirche, die Sankt-Georg-Kirche in London.